# Karin Herrera
Karin Larissa Herrera Aguilar (née le 25 juillet 1967 à Guatemala) est une femme politique, biologiste, scientifique, professeure et sociologue guatémaltèque,. Elle est vice-présidente de la République depuis le 15 janvier 2024. 

## Premières années
Karin Herrera est née le 25 juillet 1967 à Guatemala, la capitale guatémaltèque, dans une famille conservatrice de la classe moyenne. Elle est la fille unique d'Adalberto Herrera et de Gladis Aguilar,.
Son père est un avocat du Huehuetenango qui, en 1976, occupe la fonction de juge régulier du tribunal départemental de première instance du Petén, alors que sa mère est une femme au foyer du Jutiapa. Herrera affirme que sa mère était conservatrice et anticommuniste, mais que ses positions idéologiques changent après la lecture du livre Massacres de la jungle de Ricardo Falla. En pleine guerre civile, Herrera et sa mère sont témoins de l'enlèvement d'un voisin, un jeune étudiant de l'université de San Carlos, cet incident marque la vie d'Herrera, l'amenant à choisir de faire profil bas. Elle restera ainsi à l'écart de tout militantisme politique lors de ses études.
Herrera effectue ses études primaires, secondaires au Collège Belge, une école catholique privée renommée réservée aux femmes, où elle se distingue par son excellence scolaire. Elle y est par ailleurs influencée par son professeur María del Rosario Godoy, militante et dirigeante du Groupe de soutien mutuel qui recherchait son mari disparu pendant la guerre civile. Godoy est plus tard kidnappée et assassinée en 1985 avec son fils et son frère, âgés respectivement de 2 et 21 ans.
En 2001, Herrera épouse le biologiste Gustavo Gómez Álvarez, dont elle divorce en 2021, après avoir eu deux enfants. Outre l'espagnol, elle parle l'anglais.

## Carrière académique
Karin Herrera est chimiste biologique diplômée de la faculté des sciences chimiques de l'université de San Carlos. Elle est titulaire d'une maîtrise en études environnementales de l'université del Valle de Guatemala et d'un doctorat en sciences politiques et sociologie de l'université pontificale de Salamanque. Elle reçoit plusieurs prix internationaux pour son parcours favorable à la préservation de l'environnement,. Plus tard, elle occupe également les fonctions de doyenne à l'université de San Carlos puis directrice de l'Institut des investigations chimiques et biologiques de l'université.
Lors des manifestations de 2015, Herrera s'implique dans la politique étudiante de l'université de San Carlos en tant que représentante du collège des pharmaciens et chimistes du Guatemala, elle occupe ce poste de 2015 à 2017.
En 2021, elle est élue vice-présidente du conseil d'administration de ce même collège des pharmaciens et chimistes du Guatemala pour un mandat s'échelonnant jusqu'en 2023.

## Carrière politique
Herrera est une partisane du Mouvement Semilla. Fin 2022, le député Román Castellanos l'invite à participer au processus interne pour choisir le candidat à la vice-présidence de Semilla. Elle est officiellement confirmée en janvier 2023 candidate à la vice-présidence et colistière du candidat à la présidence Bernardo Arévalo en vue des élections générales de 2023. Le 20 août, Bernardo Arévalo et Karin Herrera sont élus respectivement président et vice-présidente.
Le 11 janvier 2024, Karin Herrera, dépose un recours devant la Cour constitutionnelle en raison du risque d'un éventuel mandat d'arrêt contre elle, violant ainsi son immunité. Le 15 janvier, après une ultime tentative de certains députés sortants de retarder la cérémonie de passation de pouvoir, elle est finalement investie vice-présidente. Elle est la deuxième femme à occuper cette fonction, après Roxana Baldetti.

### Positions politiques
Herrera affirme que son idéologie politique est basée sur l'humanisme chrétien. Elle déclare avoir une sensibilité féministe et se prononce pour la légalisation du mariage homosexuel, mais n'en fait pas une priorité.